# Роджер Болдвін
Роджер Неш Болдвін (англ. Roger Nash Baldwin; 21 січня 1884, Веллеслі, Массачусетс — 26 серпня 1981, Риджвуд, Нью-Джерсі) — один із засновників Американської спілки захисту громадянських свобод (англ. American Civil Liberties Union, ACLU). Він працював виконавчим директором ACLU до 1950 року.

## Життєпис
Роджер Неш Болдвін народився 21 січня 1884 року в Веллеслі, Массачусетс, в сім'ї Люсі Кушинг (Неш) та Френка Фенно Болдвіна. Роджер був першою дитиною з шістьох. Його батько був процвітаючим торговцем шкіряними товарами та мав кілька виробничих підприємств. Юристом його батька був Луї Брендайс, майбутній суддя Верховного суду США. У Веллеслі Роджер відвідував державну школу. Після закінчення школи Роджер вступає до Гарвардського університету. Під час навчання в університеті Болдвін працює в центрі дорослої освіти, даючи уроки гри на піаніно та викладаючи соціальні науки дорослим у вечірній школі. В 1904 році він отримує ступені бакалавра, а в 1905 — ступінь магістра, а також був нагороджений Почесною Гарвардською стипендією за відмінне навчання. Майже одразу після того, як Роджер закінчив навчання, його батьки розлучились.
Влітку 1905 року Роджер, разом з матір'ю, братами та сестрами вирушає у подорож до Європи. Під час цієї подорожі Болдвіни відвідали Британію, Нідерланди та зупинились на період зими у Флоренції, де жили на віллі, куди Роджер запрошував репетиторів, які навчали його та його братів та сестер італьській мові. Після Різдва Болдвіни переїхали з Флоренції до Риму, звідки продовжили подорожувати Італією та Грецією.
Після повернення до США Болдвін починає працювати в Сент-Луїсі, Міссурі, директором залу культури, а також викладає соціальні науки у Вашингтонському університеті в Сент-Луїсі. Перед початком роботи Болдвін записався на курс з соціології в Гарвардській літній школі та порадився із юристом батька, Луї Брендайсом, чи варто йому прийняти пропозицію роботи в Сент-Луїсі. Брендайс переконав Болдвіна поїхати до Сент-Луїса. Серед студентів Болдвіна в Університеті Вашингтона були американська письменниця Фанні Гьорст та сценаристка Зої Ейкінз.
В Сент-Луїсі Болдвін організував конференцію з соціальної служби, на яку збирались люди, що займались соціальними реформами, щоб обговорити проблеми міста. Незабаром Болдвін стає Головним інспектором служби пробації (умовного засудження) в суді у справах неповнолітніх. На цій посаді Болдвін працював з 1907 по 1910 рік. За пропозицією Болдвіна при суді у справах неповнолітніх була створена державна служба інспекторів служби пробації. Серед інших реформ Болдвіна на цій посаді відзначають заборону на арешти підлітків на вулицях та їх доставлення до суду. За наполяганням Болдвіна, цьому мав передувати виклик до суду. Крім того, Болдвін виступав за анонімність підлітків на суді, а також особисто зустрічався з місцевими репортерами, щоб переконати їх не називати імена підлітків в пресі. Інспектори служби пробації також добились прийняття закону, який забороняв особам до 14 років продавати газети на вулиці.
Болдвін організував Асоціацію інспекторів пробації, яка згодом перетворилась на Національну асоціацію пробації, потім на — Національну раду з питань злочинності та делінквентності, зараз відомою як Evident Change, американська некомерційна організація соціальних досліджень. Завдяки Асоціації Болдвін встановив контакти з багатьма інспекторами пробації, а також познайомився із Бернардом Флекснером, у співавторстві з яким написав книгу «Суди у справах неповнолітніх та пробація» (англ. Juvenile Courts and Probation), яка мала свого часу великий вплив. В книзі Болдвін та Флекснер узагальнено розповіли про існуючі тоді стандарти та процедури в різних судах у справах неповнолітніх.
В 1910 році Болдвін стає секретарем Громадянської ліги Сент-Луїса. Серед його досягнень на цій посаді відзначають реорганізацію міських установ, що займались дітьми, та кампанії проти біл-бордів та забруднення. В цей період Болдвін організовує Міський клуб Сент-Луїса, що являв собою ланч-клуб, в якому обговорювались питання «хорошого уряду». Серед знаменитих спікерів, які виступали в клубі, були: американські президенти Вудро Вільсон, Теодор Рузвельт, Вільям Тафт, британська суфражистка та феміністка Сильвія Панкгерст.
Крім того, в період перебування на посаді секретаря Громадянської ліги Сент-Луїса, паралельно займається активізмом: організував протест проти ненадання приміщення для виступу американської активістки та пропагандистки контрацепції Маргарет Сенгер та організував притулок для прибулих до Сент-Луїса членів організації «Індустріальні робітники світу» (англ. Industrial Workers of the World, IWW). Він також знайомиться із анархісткою та феміністкою Еммою Гольдман, яка буде мати на нього великий вплив.
В 1917 році Болдвін переїжджає до Нью-Йорка, де приєднується до Американської спілки проти мілітаризму (англ. American Union Against Militarism), яка захищала тих, хто чинив опір військовому призову та тих, хто відмовляється від військової служби через релігійні або інші переконання. Після прийняття Конгресом Закону про вибіркову службу 1917 року (англ. Selective Service Act of 1917) Болдвін організував в складі спілки офіс у справах осіб, які відмовлялись від військової служби з релігійних чи інших переконань. Офіс займався тим, що шукав юристів, які допомагали особам, які відмовлялись від військової служби з релігійних чи інших переконань. Крім того, офіс лобіював прийняття нових законів, а також вів переговори щодо сприятливого результату розгляду справ осіб, які відмовлялись від військової служби з релігійних чи інших переконань. Офіс також переконував осіб, чиї релігійні та інші переконання не дозволяють перебувати на військовій службі, зареєструватись та повідомити про свою позицію. Цей крок Болдвіна спричинив суперечки всередині спілки, оскільки він заважав вести переговори з урядом щодо зміни законодавства про військову службу. Однак, було вирішено залишити офіс, перейменувавши його на офіс громадянських свобод, що сприймалось як менш провокаційна назва.
Попри перейменування, діяльність офісу продовжувала створювати напруження всередині Американської спілки проти мілітаризму, і тому, в жовтні 1917 року офіс відокремився від спілки, і став називатись Національним бюро громадянських свобод. Директором бюро став Болдвін, віце-президентом — Норман Томас, майбутній американський політик, член Соціалістичної партії Америки. Бюро займалось не тільки захистом осіб, які відмовлялись від військової служби з релігійних чи інших переконань, але й особами, які постраждали внаслідок придушення свободи слова в результаті Закону про шпіонаж 1917 року.
Державні органи та патріотичні організації підозріло ставились до Бюро. В серпні 1918 року до Бюро увірвались представники ФБР разом із представниками Клубу Юніон-Ліги та забрали деякі папери. У вересні 1918 року Болдвіну прийшла повістка зареєструватись відповідно до Закону про вибіркову службу 1917 року. Болдвін написав призовній комісії листа, в якому зазначив, що за його переконаннями, він не може брати участь у будь-якій діяльності, яка будь-яким чином допомагає війні. Комісія прислала Болдвіну листа з вимогою з'явитись на медичну комісію. Болдвін відмовився, і був заарештований. На суді Болдвін визнав провину, був засуджений до 11-ти місяців ув'язнення та відбував покарання в тюрмі в Нью-Джерсі. Після виходу з тюрми в 1919 році Роджер одружився із журналісткою Мадлен Доуті.
Водночас Бюро запропонувало Болдвіну повернутись до посади виконавчого директора. Болдвін погодився, але за умови, що діяльність Бюро буде розширена. Він запропонував, щоб Бюро займалось захистом трьох категорій осіб: тих, хто бореться за трудові права, тих, хто пише та говорить про трудові проблеми, та тих, хто стає на позиції свободи висловлювань. У зв'язку із розширенням діяльності, було прийнято рішення перейменувати організацію в Американську спілку захисту громадянських прав (англ. American Civil Liberties Union, ACLU). Болдвін став її виконавчим директором та залишався на цій посаді до 1950 року, а з 1950—1955 був її головою в США. В 1935 році Болдвін офіційно розлучився з Мадлен Доуті, з якою вже не жив разом протягом довгого періоду часу, а в 1936 одружився із Евелін Престон.
Під час перебування Болдвіна на посаді виконавчого директора ACLU організація ставала на захист таких осіб та організацій, як вчитель Джон Т. Скоупс у так званих «Мавпячих процесах» у Теннессі в 1925 році, Свідки Єгови, які отримали права вільної публікації в 1938 році, Джеймс Джойс, заборону на роман «Улісс» якого було знято, Генрі Форд, якому було надано право розповсюджувати брошури проти профспілок. Спілка захищала людей усіх переконань, у тому числі крайніх лівих і правих радикалів.
На пенсії Болдвін продовжував займатись громадянськими правами. За кілька років до смерті, він викладав право громадянських свобод в Університеті Пуерто-Ріко.
Болдвін помер від серцевої недостатності 26 серпня 1981 року в лікарні в Риджвуді, Нью-Джерсі.

## Номінації та нагороди
У 1968 році Університет Вашингтона присвоїв Болдвіну ступінь почесного доктора права.
Президент Джиммі Картер нагородив Болдвіна Президентською медаллю свободи 16 січня 1981 року.

## Особисте життя
Перша дружина: Мадлен Доуті (одр. 1919, розл. 1925) — американська журналістка та пацифістка.
Друга дружина: Евелін Престон (одр.1936, померла в 1962).
Діти: всиновлені сини Евелін, Карл та Роджер, та Гелен, спільна дочка з Евелін.

## Цікаві факти

### Подорож до СРСР
В 1927 році Болдвін провів три місяці у СРСР: зі Стамбулу пароплавом він прибув до Грузії, де зустрів місцевого журналіста, який добре володів англійською. Той журналіст погодився бути його гідом в СРСР. Разом вони відвідали місцеві ради та кілька в'язниць. У Болдвіна склалось позитивні враження про в'язниці, які вони відвідували: відкриті камери, кімнати для дозвілля, де стояли самовари та столи для ігор. Окрім Грузії, Болдвін відвідав Москву, Ленінград та Кузбас. У Москві він зустрівся із вдовою Петра Кропоткіна, яким захоплювався, і навіть жив у її будинку. Під час останньої вечері зі своїм гідом, той зізнався йому, що він ненавидів всю систему, що існувала в СРСР. Він сказав Болдвіну, що ніхто йому тут не скаже йому правди і він ніде не прочитає правди. Також гід сказав, що всім керує таємна поліція, яка катує людей. Не дивлячись на таке зізнання, повернувшись до США, Болдвін написав досить компліментарну книгу про СРСР під назвою «Свобода при Совєтах» (англ. Liberty Under the Soviets). Однак, вже в 30-х роках, під впливом новин про чистки в СРСР, Болдвін розчарувався в радянській країні. Своє розчарування він висловив в книзі «Нове рабство: примусова праця: зрада комуністами правам людини» (англ. New Slavery: Forced Labor: The Communist Betrayal of Human Rights).

### Справа Валентина Мороза
В 1974 році Болдвін разом з істориком Артуром Шлезінґером та Роуз Стайрон з Amnesty International написав листа радянському послу в ООН Якову Малику, висловивши стурбованість щодо засудження українського історика Валентина Мороза. В листі вказувалось, що якщо Мороза засуджено за те, що він писав, і якщо суть писань Мороза стосується національної меншості, то це може бути порушенням Міжнародного пакту про громадянські та політичні права. Вони також пропонували послу зустрітись, щоб обговорити стан здоров'я та тюремний режим Валентина Мороза, але отримали відмову в зустрічі.

## Вшанування пам'яті
В 1982 році вийшов документальний фільм про Роджера Болдвіна «Подорож із надією» (англ. Traveling Hopefully).

## Праці Болдвіна
- «Суди у справах неповнолітніх та пробація» (англ. Juvenile Courts and Probation; 1914) у співавторстві з Бернардом Флекснером.
- «Особа і держава: проблема, представлена у винесенні вироку Роджеру Н. Болдвіну» (англ. The Individual and the State: The Problem as Presented by the Sentencing of Roger N. Baldwin; 1918).
- «Свобода при Совєтах» (англ. Liberty Under the Soviets; 1928).
- «Громадянські свободи та трудові конфлікти» (англ. Civil Liberties and Industrial Conflict; 1938) у співавторстві з Кларенсом Б. Рендаллом.
- «Права людини варті захисту» (англ. The Rights of Man are Worth Defending; 1942) у співавторстві з  Паулі Маррей.
- «Демократія в профспілках: огляд із програмою дій» (англ. Democracy in Trade Unions: A Survey, with a Program of Action; 1943).
- «Права людини: Всесвітня декларація та американська практика» (англ. Human Rights: World Declaration and American Practice; 1950).
- «Нове рабство: примусова праця: зрада комуністами правам людини» (англ. New Slavery: Forced Labor: The Communist Betrayal of Human Rights; 1953).